# Éric Ciotti

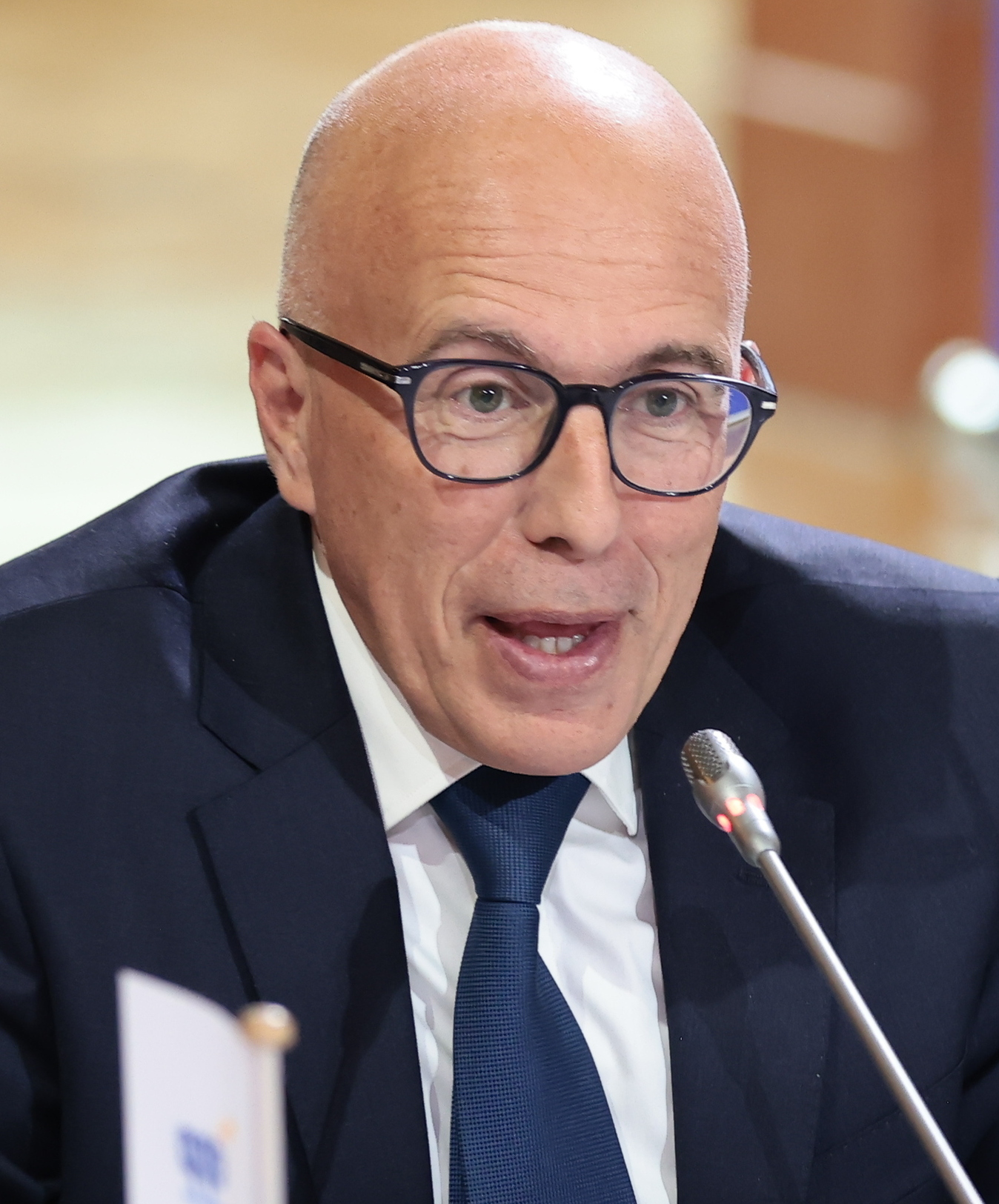
Éric Ciotti (2023)

Éric Ciotti (französische Aussprache: [eʁik sjɔti]; * 28. September 1965 in Nizza) ist ein französischer Politiker, seit 2007 Abgeordneter in der Nationalversammlung für den ersten Wahlkreis im Département Alpes-Maritimes und seit 2024 Fraktions- und Parteivorsitzender der Union des droites pour la République (UDR). 
Ciotti machte seine politische Karriere bis 2024 in der Partei Les Républicains (LR) und deren Vorgängerorganisationen, im Dezember 2022 wurde er Parteivorsitzender der LR. Im Vorfeld der Parlamentswahl im Sommer 2024 ging er ein Bündnis mit dem radikal-rechtspopulistischen Rassemblement national ein. Der Parteivorstand lehnte dies jedoch ab und entschied im Juni 2024, Ciotti als Vorsitzenden abzusetzen und aus der Partei auszuschließen. Ein Gericht erklärte diese Maßnahme im Eilverfahren vorläufig für ungültig, schließlich trat Ciotti jedoch selbst aus den Républicains aus, um mit seinen Unterstützern eine eigene Partei zu gründen.

## Leben und Laufbahn

### Frühe Jahre und Eintritt in die Politik
Ciotti studierte nach dem Abitur am Institut d’études politiques de Paris und machte dort 1988 seinen Abschluss. Er arbeitete von 1988 bis 1992 als parlamentarischer Assistent des RPR-Abgeordneten Christian Estrosi. Von 1995 bis 1998 war er Mitarbeiter von Jean-Claude Gaudin, dem Präsidenten des Regionalrats von Provence-Alpes-Côte d’Azur. Anschließend war Ciotti bis 2001 Büroleiter (directeur de cabinet) des RPR-Fraktionsvorsitzenden im Regionalrat. Ab 2003 arbeitete er als Büroleiter wieder für Estrosi, der mittlerweile Präsident des Generalrats des Départements Alpes-Maritimes war.

### Parlamentsabgeordneter und Parteifunktionär ab 2007
Im Jahr 2007 trat Ciotti selbst bei den Parlamentswahlen an und erreichte im ersten Wahlkreis des Départements Alpes-Maritimes im zweiten Wahlgang etwa 60 Prozent der Stimmen. Im Frühjahr 2008 zog er in den Stadtrat von Nizza ein und der Bürgermeister Christian Estrosi ernannte ihn zu seinem Stellvertreter. Bei einer Ersatzwahl im Dezember 2008 wurde er als Vertreter des Kantons Saint-Martin-Vésubie in den Generalrat des Départements Alpes-Maritimes und sogleich zu dessen Präsidenten gewählt. Auf das Amt des beigeordneten Bürgermeisters verzichtete er dafür, Präsident des Generalrats blieb er bis September 2017. Bei den Parlamentswahlen 2012 wurde er mit einem ähnlichen Ergebnis wie 2007 wiedergewählt.
Ciotti war 2012 Leiter des innerparteilichen Wahlkampfs von François Fillon um den Parteivorsitz der UMP. Dieser unterlag äußerst knapp gegen Jean-François Copé, wollte das Ergebnis aber nicht akzeptieren. Ciotti zählte Ende November 2012 zu den rund 70 Abgeordneten, die sich mit ihrem Anführer Fillon von der UMP-Fraktion im Parlament abspalteten und eine eigene Fraktion unter dem Namen Rassemblement-UMP gründeten. Die beiden Gruppen vereinigten sich jedoch nach zwei Monaten wieder. Ciotti wurde 2013 Generaldelegierter und im Jahr darauf einer der beigeordneten Generalsekretäre der UMP, zuständig für die Départementverbände der Partei. 
Die UMP benannte sich 2015 in Les Républicains um. Ciotti war 2016 Sprecher von Nicolas Sarkozy, der sich bei einer von den Républicains organisierten Vorwahl um die Präsidentschaftskandidatur des Mitte-rechts-Lagers bewarb, aber nur auf den dritten Platz kam. Nach der Wahl Emmanuel Macrons zum Staatspräsidenten 2017 brach Ciotti mit seinem einstigen politischen Mentor Christian Estrosi, der inzwischen Bürgermeister von Nizza war und seine Unterstützung für Macron erklärte. Ciotti löste Estrosi im Oktober 2018 als Verbandsvorsitzenden der Républicains im Département Alpes-Maritimes ab. Zudem leitete er von 2018 bis 2022 die commission d’investiture der Républicains, die für die landesweite Kandidatenaufstellung der Partei zuständig ist.

### Aufstieg an die Parteispitze
Ciotti trat als möglicher Kandidat der Republikaner für die Präsidentschaftswahl in Frankreich 2022 an und war nach einer Mitgliederbefragung im Dezember 2021 neben Valérie Pécresse einer der beiden verbleibenden Kandidaten der Partei, unterlag ihr jedoch in der Stichwahl, bei der er 44.412 Stimmen (39 Prozent) erhielt.
Im Jahr 2022 fand die Wahl zum Präsidenten von Les Républicains statt. Die Parteimitglieder konnten online oder in einem Wahllokal teilnehmen. Bei der Wahl traten Ciotti, Aurélien Pradié und Bruno Retailleau  gegeneinander an. Am 3. und 4. Dezember 2022 führte er den ersten Wahlgang mit 42,7 % der abgegebenen Stimmen an und gewann eine Woche später in der Stichwahl gegen Senator Retailleau mit 53,7 % (33.609 Stimmen). Als Parteivorsitzender löste er Annie Genevard ab, die nach dem Abtreten von Christian Jacob zur Interims-Präsidentin ernannt worden war. Er kündigte vor der Wahl an, künftig keine parteiinternen Vorwahlen mehr organisieren und stattdessen Laurent Wauquiez als Kandidat für die Präsidentschaftswahl 2027 einsetzen zu wollen. Zu seinen Unterstützern zählten unter anderem auch die Jugendorganisation der Partei, Les Jeunes Républicains, mit ihrem Präsidenten Guilhem Carayon und Generalsekretär Théo Michel.

### Bündnis mit RN und Streit um die Parteiführung 2024
Nachdem bei den Wahlen zum Europäischen Parlament im Juni 2024 in Frankreich das rechtsextreme Rassemblement National stärkste Partei wurde, Staatspräsident Emmanuel Macron daraufhin die Nationalversammlung aufgelöst hatte und somit vorgezogene Parlamentsneuwahlen innerhalb eines Monats anstanden, kündigte Ciotti am 11. Juni 2024 an, mit dem Rassemblement National ein Wahlbündnis eingehen zu wollen. Dies stieß auf entschiedenen Widerstand fast aller weiterer Spitzenpolitiker seiner Partei, darunter Olivier Marleix, Vorsitzender der LR-Fraktion in der Nationalversammlung, Senator Bruno Retailleau, Senatspräsident Gérard Larcher und Xavier Bertrand, Präsident der Region Hauts-de-France. Der Abgeordnete und Angehörige des LR-Parteivorstands Aurélien Pradié äußerte sich besonders scharf und persönlich gegen Ciotti. Für den Folgetag beriefen die Gegner von Ciottis Vorhaben eine Sondersitzung des Parteivorstands (bureau politique) ein. Auf ihr wurde Ciotti aus der Partei ausgeschlossen. Dieser bezeichnete das Vorgehen als „illegal“, da laut Satzung der Parteivorstand nur durch den Vorsitzenden – also ihn selbst – oder auf Verlangen eines Viertels der Mitglieder des nationalen Parteirats einberufen werden dürfe. Am 14. Juni erklärte ein Gericht den Ausschluss Ciottis für einstweilig ungültig.
Die Association des Amis d’Éric Ciotti (ADAEC; „Vereinigung der Freunde Éric Ciottis“) stellte zur Parlamentswahl Kandidaten in 62 der 577 Wahlkreise auf, die absprachegemäß auch vom Rassemblement national unterstützt wurden. Die Wahlleitung im französischen Innenministerium ordnete diese Kandidaten der Nuance „Union de l’extrême droite“ (UXD; „Union der extremen Rechten“) zu, Ciotti wies diese Bezeichnung als „skandalös“ zurück. 16 dieser Kandidaten, darunter Ciotti selbst, wurden in die Nationalversammlung gewählt. Dort bildeten sie eine eigene Fraktion namens groupe À droite und wählten Éric Ciotti zu ihrem Vorsitzenden.

### Neue Partei UDR
Ende August 2024 kündigte Ciotti die Gründung einer neuen Partei namens Union des droites pour la République (UDR) an – der Name nimmt Bezug auf die ebenfalls UDR abgekürzte, von Charles de Gaulle gegründete Union des démocrates pour la République, die bis 1976 bestand. Nach der Bekanntgabe der Zusammensetzung des Regierungskabinetts seines bisherigen Parteikollegen Michel Barnier am 21. September 2024 kündigte Ciotti in einem am folgenden Tag in der Tageszeitung Le Figaro erschienenen Interview an, den Kampf um den Vorsitz der Républicains aufzugeben und aus der Partei auszutreten. Das Kabinett Barnier bezeichnete er in dem Gespräch als „macronistisch mit einigen LR-Mitgliedern als Bürgen und Alibis“. Mit Wirkung zum 1. Oktober 2024 endete seine Mitgliedschaft bei den Républicains und die neue UDR wurde zu einer eigenständigen Partei, zwei Tage später wurde ein Parteivorstand mit Ciotti als Vorsitzendem gewählt.

## Politische Positionen
Éric Ciotti sieht sich als Teil der „republikanischen Rechten“ in der Tradition des Gaullismus. Das Nachrichtenmagazin Marianne sah ihn 2021 auf Marine Le Pens Linie in Fragen der inneren Sicherheit, der Identität, der Einwanderung und des Islamismus; er teile mit ihr „eine ethnische und identitätsbezogene Vision der Nation“.
Im selben Jahr sagte er, der Unterschied zwischen Les Républicains und dem Rassemblement National sei deren Regierungsfähigkeit.
Im September 2021 erklärte er, dass er im Falle einer Stichwahl zwischen Emmanuel Macron und dem Rechtsextremisten Éric Zemmour für den Letzteren stimmen werde.
Er erklärte 2023 den Kampf gegen den Wokismus, den er als „neuen Terror des Jahrhunderts“ bezeichnete, zu einer Priorität.
Im Mai 2024 erklärte er, er wolle die linkspopulistische Partei La France Insoumise verbieten, der er Antisemitismus vorwarf. Er warf La France insoumise 2022 auch vor, dass deren Abgeordnete das Tragen von Krawatten in der Assemblée nationale vernachlässigen würden.
Ciotti schlug vor, das französische Nationalitätengesetz zu ändern, um das Recht des Bodens zugunsten des Rechts des Blutes abzuschaffen, sowie die „christlichen Ursprünge“ Frankreichs in der Verfassung zu verankern. Weiterhin erklärte er sich als Anhänger der Theorie des großen Austauschs.
Er behauptete, der muslimischen Schleier sei ein „Banner des politischen Islams.“

## Auszeichnungen
Éric Ciotti erhielt 2010 einen der französischen Big Brother Awards, weil er als Berichterstatter im Parlament für das Sicherheitsgesetz „LOPPSI 2“ (Loi d’orientation et de programmation pour la performance de la sécurité intérieure) verantwortlich war, das u. a. die Rechte der Polizei im Kampf gegen Computerkriminalität, bei der Videoüberwachung und Telekommunikationsüberwachung erweiterte.